# Pasquale Carotenuto
Pour les articles homonymes, voir Carotenuto.
Pasquale Carotenuto, né le 15 octobre 1982 à San Giorgio a Cremano est un footballeur italien international de beach soccer.
Carotenuto est le buteur le plus prolifique du Championnat d'Italie de beach soccer lors des quatre premières saisons avec 3 titres de meilleurs buteurs de suite et 77 buts en 4 ans.

## Biographie

### Beach soccer
Lors de l'Euro Beach Soccer League 2009, dans le match pour le dernier billet qualificatif à la Coupe du monde 2009, Pasquale Carotenuto inscrit un triplé qui permet à son pays de l'emporter 4-2 contre le France et de se qualifier. Il termine meilleur buteur du tournoi avec 24 réalisations. Durant la compétition, Carotenuto inscrit 2 but en 3 matchs.
Carotenuto ne participe pas à la Coupe du monde 2013 pour laquelle l'Italie s'est qualifiée.

## Palmarès

### Football
- Serie D (2)
  - Champion en 2002 et 2011

### Beach soccer

#### En sélection
- Vice-champion du monde en 2008
- Vainqueur de l'Euro Beach Soccer League en 2005

#### En club
- Catanzaro Beach Soccer
  - Finaliste de la coupe d'Italie en 2006

### Individuel
- Serie D
  - Meilleur buteur en 2011 (20 buts)

- Euro Beach Soccer Cup
  - Meilleur joueur en 2006
  - Meilleur buteur en 2005 et 2006

- Championnat d'Italie de beach soccer[6]
  - Co-meilleur joueur en 2007
  - Meilleur buteur en 2004, 2005, 2007 et 2011